# Fontaine-lès-Dijon
Fontaine-lès-Dijon – miejscowość i gmina we Francji, w regionie Burgundia-Franche-Comté, w departamencie Côte-d’Or.
Według danych na rok 1990 gminę zamieszkiwało 7856 osób, a gęstość zaludnienia wynosiła 1750 osób/km² (wśród 2044 gmin Burgundii Fontaine-lès-Dijon plasuje się na 24. miejscu pod względem liczby ludności, natomiast pod względem powierzchni na miejscu 1265.).